# Dani Solimine
Dani Solimine (* 16. Juni 1963 in Wattwil) ist ein Schweizer Jazzmusiker (Gitarre, Komposition).

## Leben und Wirken
Solimine lernte seit dem siebten Lebensjahr das Gitarrenspiel im Selbststudium. Nach seiner Ausbildung arbeitete er ab 1987 zunächst als Grundschullehrer; seit 2003 ist er Berufsmusiker. Bucky Pizzarelli ermutigte ihn, sich auf die siebensaitige Gitarre zu konzentrieren. Obwohl seine Engagements als Solo-Gitarrist zunehmen, gilt er vor allem als sensibler Begleiter. Im Duo spielte er mit Tom Müller, mit Beat Baumli (Cinema Paradiso), mit seiner Grossmutter Trudi Kilian, mit Fernando Fantini (Parlez-moi d’amour) und mit Jürg Morgenthaler. Mit Manfred Junker arbeitet er im Quartett A Touch of Swing (CD Trust in Me) und im Duo; 2021 erschien das gemeinsame Album Guitarists Only. Weiterhin trat er im HPCrazy Trio von Hanspeter Krüsi, im Trio triple blue und im Quartett Hot Staff um Egon Egemann auf, im Swing Dance Arkestra um Nadja Sieger und mit den Hot Strings von Fere Scheidegger. Zudem begleitete er Jacob Stickelberger. Als Gitarren-Experte holte Peter Bürli ihn 2011/12 mehrfach in seine Serie Jazz Collection bei SRF 2.
Solimine wurde 2009 mit einem Werkbeitrag der Kulturförderung des Kantons Zürich ausgezeichnet. 2009 wurde er mit Hot Strings für den Swiss Jazz Award nominiert, 2013 mit A Touch of Swing.